# 城铁
城鐵（德語：Stadtbahn，德語發音：[ˈʃtatˌbaːn]）是有軌電車或輕軌以城市軌道交通標準興建的路線，通常是改造成地鐵過程的一部分，主要用於城市中心地帶以地鐵級別興建隧道。
城鐵網絡多數在1960年代及1970年代實施，目標希望建立全面的地鐵系統，但到了1980年代幾乎所有城市都因財政困難而放棄了這個目標。如今多數城鐵」系統是類似電車-火車系統，並設有地下車站。城鐵的概念最後由德國擴散至其他歐洲國家，最後成為準地鐵。